# 동부쥐
동부쥐(Rattus mordax)는 시궁쥐속에 속하는 설치류의 일종이다. 파푸아뉴기니에서만 발견된다.

## 특징
꼬리 길이 142~160.5mm를 제외한 몸길이가 167~200mm인 중형 설치류이다. 발 길이는 33~39.7mm, 귀 길이는 19~21mm이고 몸무게는 최대 255g이다.

## 생태
육상에서 생활하는 동물로 먹이는 관목의 열매이다. 일년 내내 번식을 하며, 한 번에 2~4마리의 새끼를 낳는다.

## 분포 및 서식지
뉴기니섬 동부와 인근 섬에서 널리 분포한다. 주로 열대 이끼 숲, 키 작은 관목 속과 유칼리투스 사바나 속에서 서식하며, 해발 2800m 이내의 이차림과 농지 등에서 발견된다.